# Fucellia tergina
Fucellia tergina är en tvåvingeart som först beskrevs av Zetterstedt 1845.  Fucellia tergina ingår i släktet Fucellia och familjen blomsterflugor. Arten är reproducerande i Sverige. Inga underarter finns listade i Catalogue of Life.